# 病院の治しかた〜ドクター有原の挑戦〜
『病院の治しかた〜ドクター有原の挑戦〜』（びょういんのなおしかた ドクターありはらのちょうせん）は、テレビ東京「ドラマBiz」で2020年1月20日から3月9日まで放送されたテレビドラマ。主演は小泉孝太郎。
平昌五輪のスピードスケート女子500mで金メダルを獲得した小平奈緒が所属している相澤病院（長野県松本市）が多額の借金により倒産危機に陥ってから奇跡の復活を遂げた実話がベースになっている。
2018年5月21日に『日経スペシャル カンブリア宮殿』で「小平奈緒の金メダルを支え続けた感動物語! 知られざる相澤病院」として放送したところ、院長による常識破りの大胆改革が評判を呼び、オリジナル脚本としてのドラマ化が決定されたという。
2021年7月26日には、続編となるスペシャルドラマ『病院の治しかた〜スペシャル〜』と題して、「月曜プレミア8」枠内で放送された。

## キャスト
有原修平
演 - 小泉孝太郎（少年期：藤沢元）
医師。
東京の大学病院に勤務していたが、実家の有原総合病院が倒産危機に陥っているのを知り、病院再建のために奮闘する。時折、熱くなりすぎて暴走気味になることがある。
倉嶋亮介
演 - 高嶋政伸
信甲斐銀行 融資部次長→有原中央病院 事務長。実直で真面目。
修平とともに病院改革に乗り出す。
有原志保
演 - 小西真奈美
修平の妻。編集デザイナー。
江口智也
演 - 稲葉友
有原総合病院に勤務する外来クラーク。
三隅律子
演 - 磯野貴理子
有原総合病院 内科看護主任。
庄野弘美
演 ‐ 中村映里子
有原総合病院 内科看護師。
本郷真理
演 - 寺川里奈
有原総合病院 内科看護師。
膳場大輔
演 - 片桐仁
有原総合病院に勤務するシステムエンジニア。
修平が断行する改革に技術でサポートする。
西脇啓介
演 - 斉藤陽一郎
有原総合病院 外科医。
宇野仁志
演 - 大場泰正
有原総合病院 内科医。
三塚悟
演 - 森岡豊
有原総合病院 産婦人科医。
野林良治
演 - 松本岳
有原総合病院 産婦人科医。
坂本史郎
演 - 浅見小四郎
有原総合病院 外科部長。
藤田隆文
演 ‐ 小松利昌
有原総合病院 内科部長。
砂岡武雄
演 ‐ 福本伸一（スペシャルでは山崎樹範）
有原総合病院 総務部長。
村尾康明
演 - 黒須洋嗣
有原総合病院 財務部長。
安井久司
演 ‐ 山崎銀之丞
有原総合病院 事務長。
牧原智美
演 - 安藤玉恵
患者の1人。スーパーに勤務している。出産も有原総合病院で行った。
シングルマザーで、家族との折り合いも悪く疎遠である。
牧原彩名
演 - 金恒那
智美の娘。
倉嶋千廣
演 - 菜葉菜
倉嶋の妻。
倉嶋茜
演 - 神谷天音
倉嶋の娘（長女）。
倉嶋沙羅
演 - 仲吉玲亜
倉嶋の娘（次女）。
田端進
演 - 角野卓造
田端医院 院長。正太郎とは知人である。頑固で口が悪い。
正太郎の葬儀に出席し「（有原総合）病院は死んだ」と言った。
有原正太郎
演 - 大和田伸也
修平の父。有原総合病院 名誉理事長。6年前に健次郎に院長職を譲った。
脳梗塞を起こして倒れ、「病院を頼む」と言い残して亡くなる。
生前、米田に病院再建を相談していた。
有原健次郎
演 - 光石研
修平の叔父。有原総合病院 理事長院長。多忙な正太郎に代わり、幼い修平に父親のように接していた。
6年前に現在の職を引き継ぐも、縁故や親戚の人間関係に縛られ、赤字経営から抜け出せずにいる。
兵頭悦子
演 - 浅田美代子
有原総合病院 看護部長。修平からは「悦子さん」と呼ばれる。
森永郁夫
演 ‐ 新納敏正
信甲斐銀行 融資部長。
桐山耕三
演 ‐ 木村靖司
信甲斐銀行 常務取締役。
米田正光
演 - 中村雅俊
信甲斐銀行 副頭取。
修平が副院長になることを条件に融資を継続する。
吉沢美咲
演 ‐ 森谷菜緒子
長野の市立病院から内科看護師として転職。

## ゲスト

### 連続ドラマ
田所伊久磨
演 - 池田成志
隆泉会グループ理事。
細谷祐一
演 - 永岡卓也
山梨県庁 医療企画課 課長補佐。
久部忠邦
演 - 勝部演之
徳永芳恵
演 - 市毛良枝
入院患者。
笑顔が少なく「病室から遠い」との理由でリハビリに消極的である。
水野沙知
演 - 林田岬優
産婦人科看護師として途中採用。

### 病院の治しかた〜スペシャル〜
夏目翔
演 - 加藤シゲアキ（スペシャル）（幼少期:石田星空）
転職で有原病院に入り、自身の技術向上のため研鑽に励む野心家の内科医。
鳴滝正武
演 - 藤本隆宏（スペシャル）
鳴滝総合病院 院長。
松永宗典
演 - 今井朋彦（スペシャル）
山梨県庁 厚生部 部長。
小柳隆一
演 - 益岡徹（スペシャル）
夏目の恩師。

## スタッフ

### 連続ドラマ
- 脚本 - 山本むつみ
- 監督 - 宮脇亮、清弘誠
- 企画協力 - 社会医療法人財団慈泉会 相澤病院
- 主題歌 - 久保田利伸 「LIFE」（SME Records）[8]
- ナレーション - 窪田等
- 音楽 - 羽毛田丈史
- サウンドデザイン - 石井和之
- 医事指導 - 中澤暁雄、山本昌督
- 医療アドバイザー - 堀エリカ
- 経理指導 - 岸利行
- 銀行指導 - 江川行一
- 技術協力 - フォーチュン、サウンドライズ
- 照明協力 - Kカンパニー
- 美術協力 - 山崎美術
- CG - マリンポスト
- ポスプロ - 三友（MITOMO STUDIO）
- ロケ協力 - 前橋観光コンベンション協会、高崎フィルムコミッション、群馬県済生会前橋病院、高崎商科大学 ほか
- チーフプロデューサー - 浅野太（テレビ東京）
- プロデューサー - 稲田秀樹（テレビ東京）、松本拓（テレビ東京）、志村彰（The icon）、木村綾乃（The icon）
- 製作 - テレビ東京、The icon

### 病院の治しかた〜スペシャル〜
- 脚本 - 山本むつみ
- 監督 - 清弘誠
- 音楽 - 羽毛田丈史
- プロデューサー - 稲田秀樹（テレビ東京）、志村彰（The icon）、木村綾乃（The icon）
- 製作 - テレビ東京、BSテレ東、The icon

## 放送日程

### 連続ドラマ
- 2020年1月20日 - 3月9日、全7話。

| 各話   | 放送日  | ラテ欄 | 監督   |
| ------ | ------- | --- | ------ |
| 第1話  | 1月20日 | しがらみをぶっ壊せ 借金10億…病院倒産!? カリスマ医師が再生に挑んだ“奇跡の実話” タイムリミット30日…敵はドクター全員!! | 宮脇亮 |
| 第2話  | 1月27日 | “暴走院長”禁断の人事改革! 全ナースが退職で救急大混乱!                                                               | 清弘誠 |
| 第3話  | 2月03日 | 危険な再建プラン! 24時間365日無休診療で崩壊!? 奇跡の実話                                                            | 清弘誠 |
| 第4話  | 2月10日 | ドクター失踪で産科消滅危機…確率1/20女児緊急心臓オペ!                                                                | 宮脇亮 |
| 第5話  | 2月17日 | 入院患者の争奪戦!? 99人の町医者VS大病院 崖っぷちの逆転奇策!                                                         | 清弘誠 |
| 第6話  | 3月02日 | 裏切りの最終章へ! 銀行寝返り!? 闇の2人悪魔の“買収計画”                                                              | 宮脇亮 |
| 最終話 | 3月09日 | “命はカネで買え”100兆円のワナで病院消滅! 奇跡の大逆転                                                               | 宮脇亮 |

- 第1話は21時 - 22時48分の2時間スペシャルの放送。

### 病院の治しかた〜スペシャル〜
2021年7月26日20時 - 21時54分に放送された。